# Vénerie
« Courre » redirige ici.  Pour les homophones, voir Court.
« Hallali » redirige ici. Pour les articles homophones, voir Alali et Allali.
 (novembre 2020).

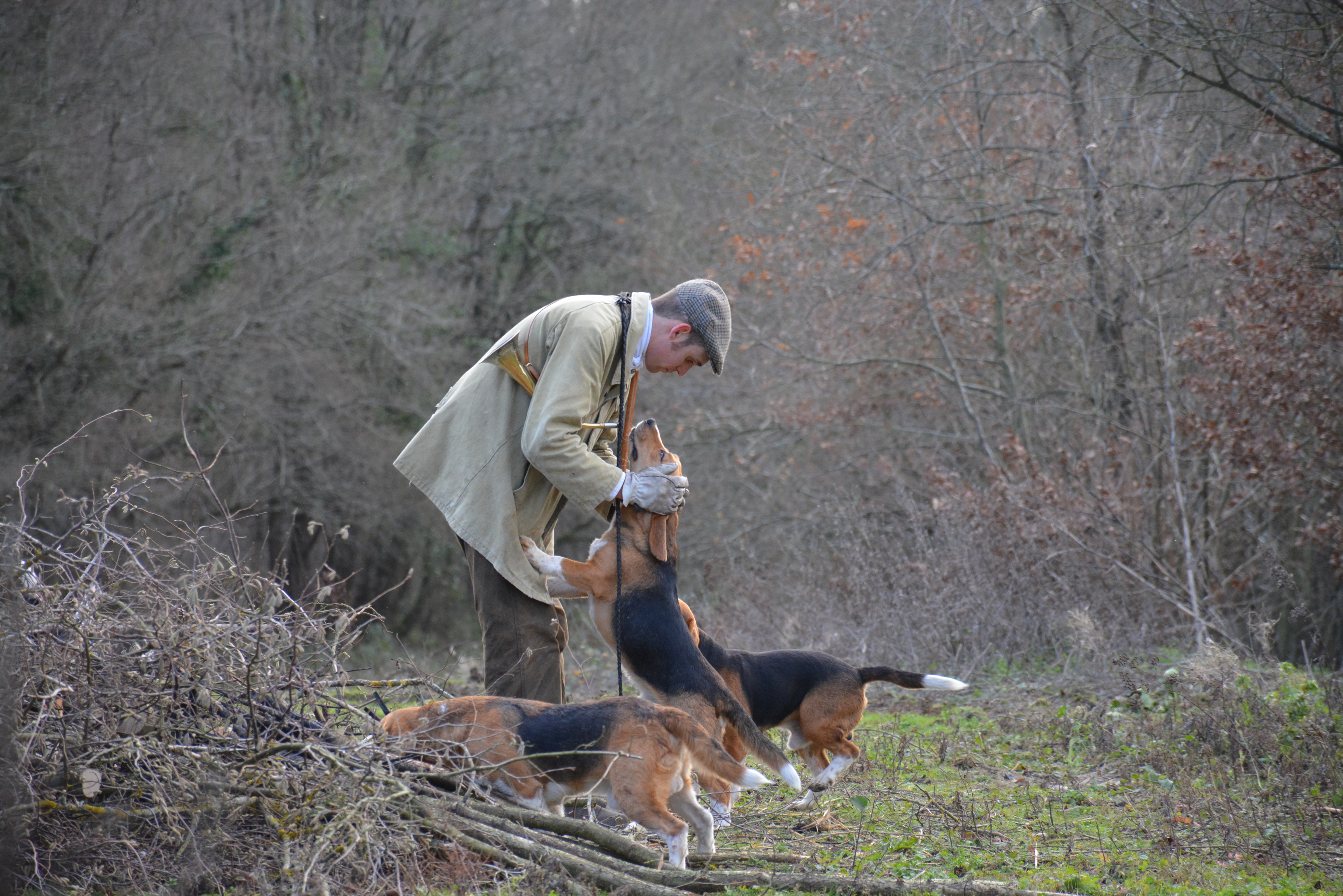
La vénerie à pied est la plus pratiquée en France. Elle consiste à chasser les petits animaux (lapin, lièvre, renard) à l'aide de chiens courants.

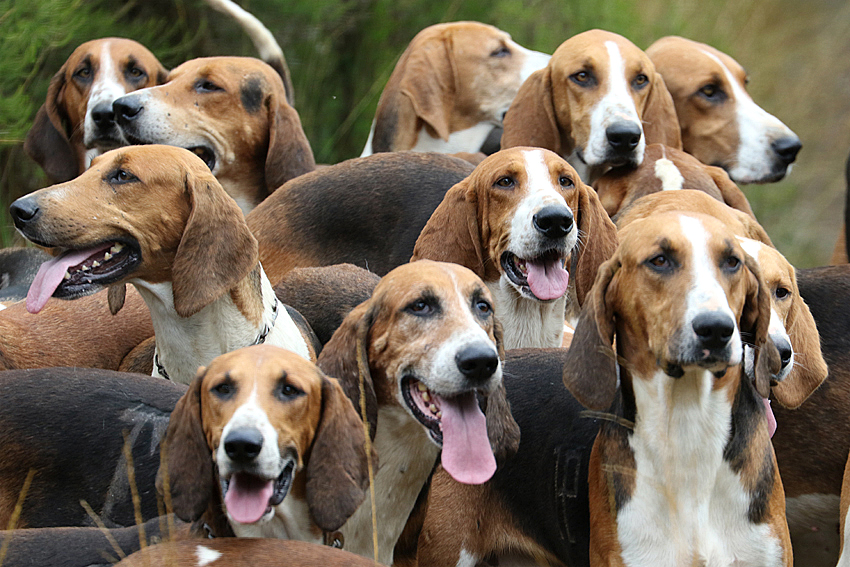
Une meute de chiens de chasse à courre.

La vénerie (ou vènerie, selon l'orthographe rectifiée de 1990) aussi appelée « chasse à courre » ou encore désignée par « chasse à courre, à cor et à cri », est un mode de chasse qui consiste à poursuivre un animal sauvage (traditionnellement en Europe le cerf, le sanglier, le chevreuil, le renard, le lièvre ou le lapin) avec une meute de chiens courants, jusqu'à le perdre ou le tuer. Les chiens chassent l'animal sauvage à l'odeur qu'il laisse sur son passage, appelée la « voie ». Les chiens sont dressés et entraînés à ne chasser qu'un seul animal à la fois. Les veneurs, à pied, parfois à cheval, encadrent la meute de chiens et les aident dans leur quête.
La chasse à courre est pratiquée aux États-Unis, au Canada, en Australie, en Nouvelle-Zélande, en France, en Irlande, et ponctuellement en Italie et au Portugal (équipage de Santo Huberto). En France, la chasse à courre se développe sous le règne de François Ier.
Controversée largement en France et dans le Monde, la chasse à courre est interdite en Belgique depuis 1995, en Allemagne, depuis le lendemain de la Seconde Guerre mondiale, et en Grande-Bretagne (2005), elle est remplacée par une version officiellement "inoffensive", sans gibier, où l'odorat des chiens est stimulé par des leurres artificiels. Cependant cette pratique sert d'écran de fumée à des déterrages et massacres de renards, loin des yeux du public. En France, la chasse à courre est largement réprouvée par l'opinion publique : 2020, un sondage Ifop montre que 82 % des Français y sont opposés, un taux d'opposition monté à 86% en 2021.

## Terminologie

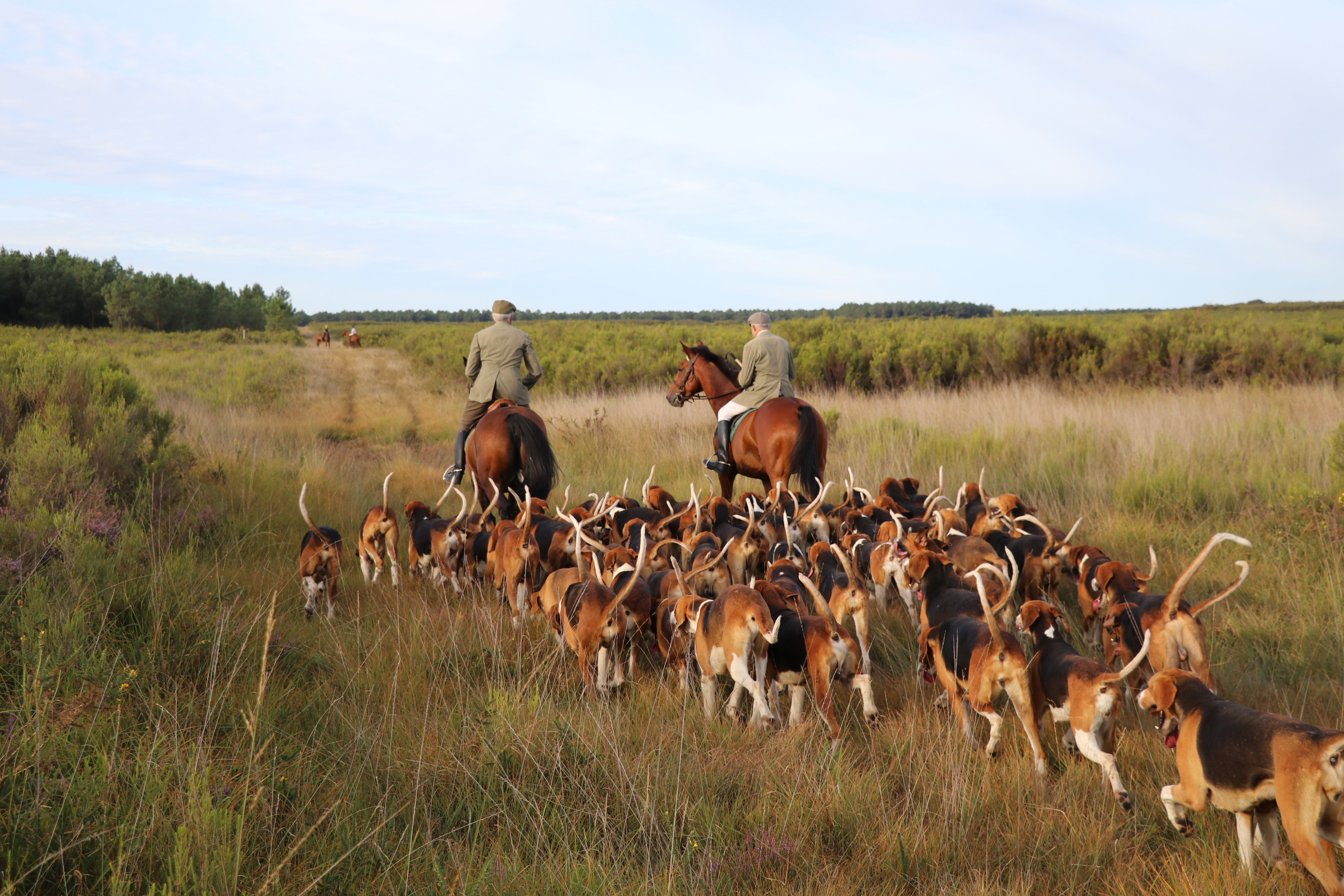
Les chiens suivent la voix des veneurs à cheval.

Le terme de vénerie, désigne l'activité de la chasse à courre. Il vient du latin « venari » qui signifie chasser.
On parle de :
- « vénerie à cheval » pour un équipage chassant les grands mammifères comme le cerf, le chevreuil et le sanglier ;
- « vénerie à pied » pour une équipage chassant le petit gibier : lièvre, renard, lapin ;
- « équipage » pour l'entité disposant d'un territoire de chasse et composée d'une meute de chiens et d'un certain nombre de veneurs ;
- "courre" du cerf, sanglier etc. Ainsi on ne suit pas, on courre un animal.
- les « brisées » sont les branches que le valet de limier rompt aux arbres et qu'il place dans son chemin pour reconnaître l'endroit où est rentré l'animal qu'il a détourné, le bout rompu du côté où l'animal est rentré ;
- « taïaut » ou « tayaut » est le cri du veneur pour signaler qu'il vient de voir l'animal traqué;
- l'« hallali », sonnerie qui annonce la mort. Elle est sonnée par les veneurs lorsque l'animal traqué est pris. Selon sa taille, l'animal est soit « coiffé », c'est-à-dire assailli par les chiens, soit « servi », c'est-à-dire tué par un veneur, souvent le piqueur ;
- la « curée », cérémonie finale consistant à dépecer l'animal mort et à donner les abats en pâture aux chiens.

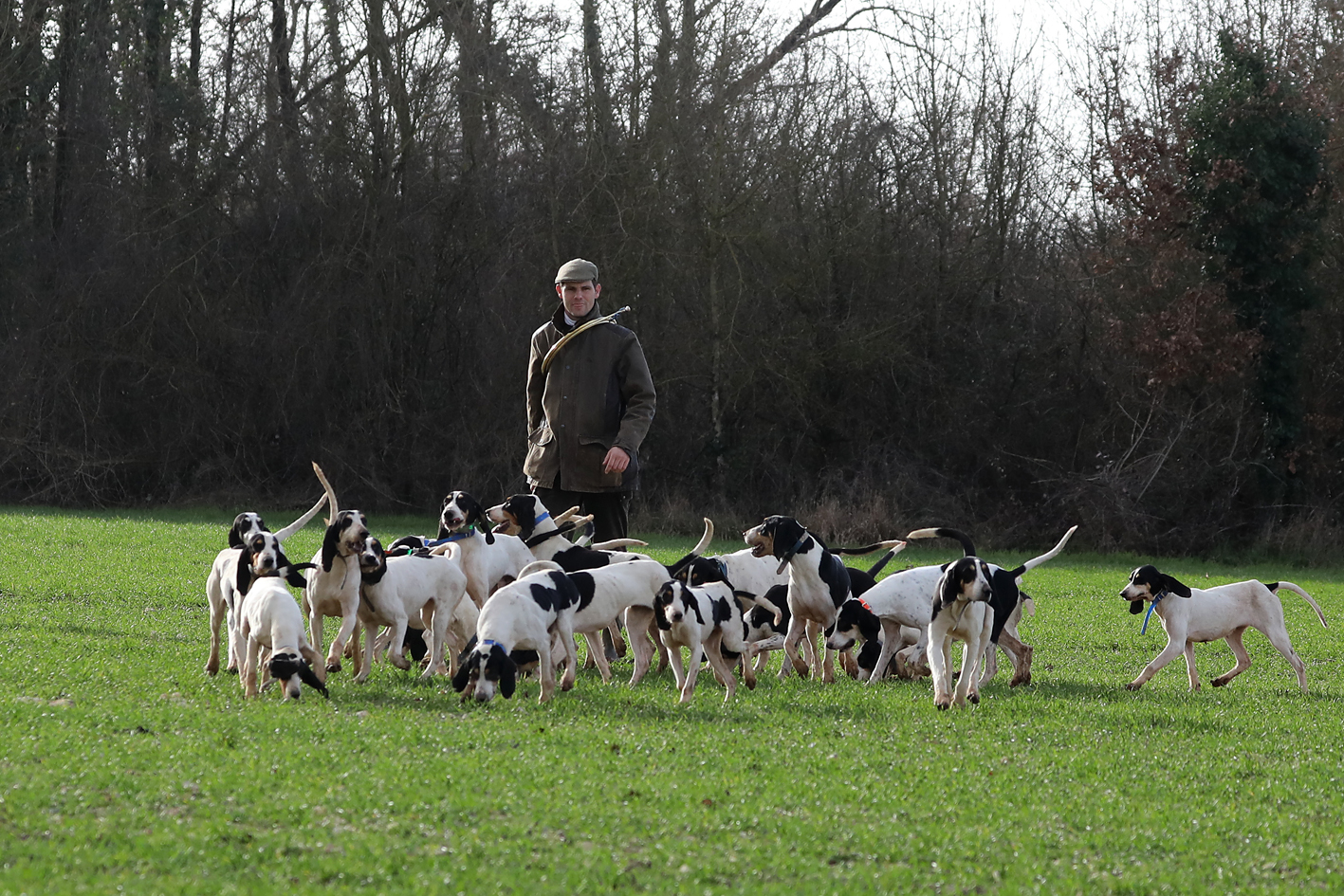
Les chiens sont en meute autour du veneur à pied.

L'animal poursuivi utilise différentes tactiques pour échapper à ses poursuivants. Elles sont regroupées sous le terme de « ruses » et elles sont catégorisées :
- le « change » par lequel l'animal initialement levé ruse en côtoyant d'autres animaux de son espèce, semant la confusion dans la meute qui le suit à l'odorat ;
- le « bat l'eau » quand l'animal poursuivi traverse une rivière ou un étang et interrompt ainsi son « sentiment » (sa trace olfactive) ;
- le « forlonger » consiste à prendre une telle avance que la piste perd sa précision et les chiens risquent de perdre la trace de l'animal chassé ;
- le « hourvari » correspond à la ruse de l'animal consistant à revenir sur ses voies pour mettre les chiens en défaut. Les chiens se voient ainsi présentée une piste avec un embranchement ou une fourche qui complique la traque et permet de gagner de l'avance (pouvant ainsi mener au « forlonger »).

Ces termes sont à l'origine de plusieurs expressions dans le langage courant : « donner le change » (c'est-à-dire mettre sur une fausse piste), « couper la voie » (désignant à l'origine un défaut des chiens qui abandonnent la voie pour rejoindre plus vite l'animal qui a fait un détour ou des chasseurs pressés qui passent trop tôt sur la voie).

## Histoire

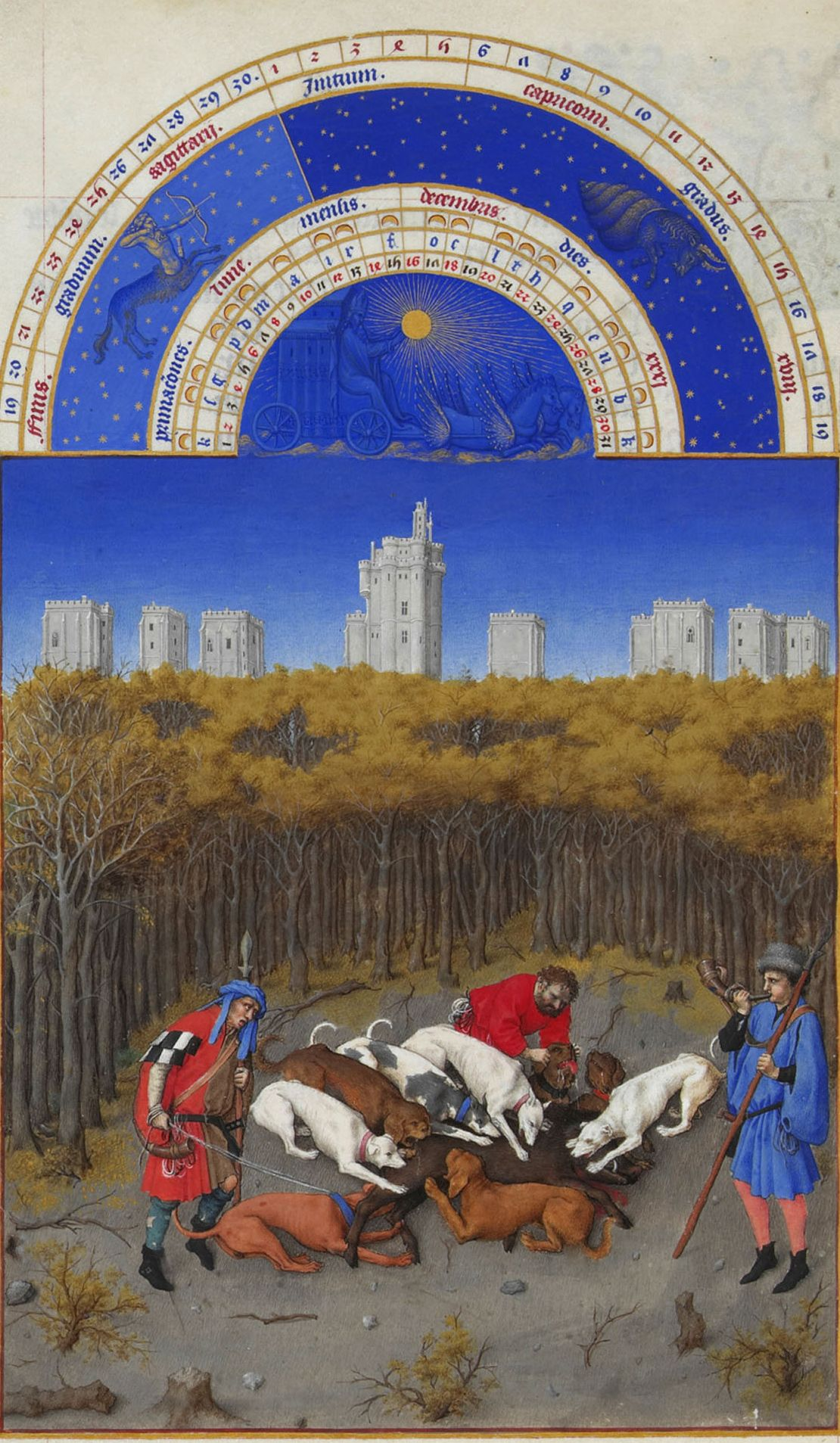
Scène de vénerie, extraite des Très Riches Heures du duc de Berry (vers 1410-1416 puis années 1440).

La technique du courre, consistant à prendre un gibier avec une meute de chiens courants, est représentée dans des trouvailles archéologiques datant du 7e millénaire AC en Arabie. Il est suggéré que l'entretien d'une meute de chiens aurait ainsi dû attendre la sédentarisation de l'Homme et la naissance de l'agriculture, s'établissant alors paradoxalement après l'ère des chasseurs-cueilleurs. 
Pendant l'Antiquité, les Gaulois chassaient à courre principalement le lièvre pour défendre leurs cultures. Dès lors, la chasse au chien courant n'apparait pas comme une nécessité alimentaire (estimée à 1/10 de la viande consommée) mais comme une nécessité de gestion du territoire et des espèces sauvages. À cette époque, le développement de la technique de monte à cheval (succédant à l'utilisation de chars) vu naitre la grande vénerie où la meute chassant un grand gibier est suivie par des cavaliers sur des parcours plus importants. Le sanglier, également fléau des cultures agricoles était alors vraisemblablement chassé principalement par les élites militaires qui possédaient une cavalerie et s'exerçaient ainsi au combat. 
Au Moyen Âge, les représentations picturales du XVe siècle présentent déjà les méthodes contemporaines tel que l'utilisation des chiens, des chevaux, de la trompe et éventuellement d'une dague. La vénerie s'ordonne autour du chien dont les aptitudes naturelles restent identiques, tout comme les défenses des espèces chassées qui ne varient pas davantage. Elle constitue, avec la chasse au vol et la chasse sous terre, une des formes de chasse qui reposent sur la mise en œuvre d'animaux dont l'instinct joue le rôle décisif.
En France, c'est à la Renaissance que la vénerie connait son essor. Le roi François Ier  , appelé « le père des veneurs » par ses chroniqueurs, promulgue un édit en 1526 qui régit la police de la chasse et le « noble déduit » (règle de la grande vénerie). La pratique de la vénerie se voit ainsi codifiée et règlementée avec des principes qui en forment aujourd'hui encore les bases:  tels que celui de servir la meute de chiens en la laissant chasser en autonomie au maximum, et celui de ne courir qu'un seul gibier avec la meute. La grande vénerie est alors vue comme un art de vivre qui prépare à la guerre, et sa pratique est ainsi considérée par la noblesse comme « un service au roi et à la patrie ». Cette pratique de chasse distinctive (marque de noblesse) valorise alors tant le chasseur que l'animal couru qui s'affrontent à travers le travail des chiens tant par l'endurance, que par le courrage et que par la capacité de déjouer les ruses. Les cérémonials et repas qui accompagnent la journée de chasse à courre sont autant d'occasions pour la noblesse de mettre en avant des codes et des marques de courtoisie en presence de nombreux invités. Ces législations accompagnent la naissance de préoccupations écologiques en France avec le but de préserver des espaces naturels à grande échelle en tant qu'habitat pour la grande venaison: ces limites législatives interdisent alors d'étendre les installations agricoles aux populations paysannes[incompréhensible] et codifient le prélèvement de gibier dans ces structures boisées qui deviendront nos forets domaniales actuelles.
La chasse à courre fut développée aussi aux Amériques par les Anglais qui importèrent, avec les chevaux, les renards roux d'Europe. Destinée à chasser les animaux rapides, la chasse à courre est devenue un sport (Angleterre) ou une pratique traditionnelle (France).[réf. nécessaire]
De nos jours, la vénerie entretient un ensemble de traditions et représente une part du savoir cynégétique. La connaissance des animaux, la science du chien, s'apprennent sur le terrain au prix d'une longue expérience et se transmettent de génération en génération,.

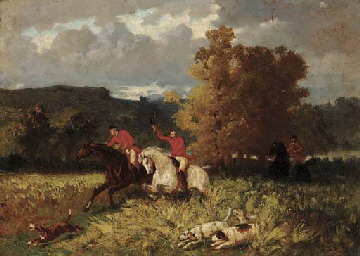
Une chasse à courre par Évariste-Vital Luminais.

Elle a inspiré les artistes. Ceux d'antan lui ont consacré des œuvres célèbres qu'on peut voir dans de très nombreux musées. Aujourd'hui, en France, de nombreux peintres animaliers s'intéressent à la vénerie grâce à trois grands musées (Senlis, Gien, Montpoupon) de nombreuses expositions sont organisées.[réf. nécessaire] Les fêtes de la chasse animées par les équipages de vénerie accueillent au total plus d'un million de visiteurs par an en France.

## Pays de chasse à courre
On pratique ce mode de chasse sur tous les continents dans une vingtaine de pays à travers le monde.[réf. nécessaire]
En Norvège, la dernière chasse à courre a eu lieu en 1777.[réf. nécessaire]

### Au Royaume-Uni
La chasse à courre est abolie en Écosse depuis 2002, ainsi qu'en Angleterre et au pays de Galles depuis février 2005, à la suite du Hunting Act, loi votée en 2004 et appliquée dès 2005 qui « interdit la chasse des animaux sauvages avec plus de trois chiens ». La poursuite des lièvres est également complètement interdite. Elle y est parfois remplacée par une version inoffensive, sans gibier, où l'odorat des chiens est stimulé par des leurres artificiels ce qui permet d'entretenir l'instinct et la condition physique des meutes. En Angleterre, la chasse à courre est cependant encore pratiquée, notamment du renard, grâce à des failles législatives du Hunting Act. Les hunts sont très porteurs de lien social dans les terroirs ruraux, et il y a aujourd'hui davantage d'équipages de chasse à courre poursuivant une activité en conformité avec la loi, qu'avant le Hunting Act de 2005. La participation de non-membres est généralement payante par une contribution, le cap. Les équipages qui parcourent des distances parfois très étendues entretiennent à leur frais les passages et obstacles, naturels ou non, paient un droit de passage aux fermiers ou les indemnisent en cas de dégâts aux cultures. La saison débute en septembre avec des sorties de chiens matinales et se clôt le 31 mars. Le lendemain de Noël, le Boxing Day (« journée des boîtes ») est un rendez-vous incontournable.
En Irlande du Nord, en revanche, elle est toujours légale et pratiquée,.

### En France
Au cours d'une journée de chasse, un équipage chasse en principe un seul animal. Dans le total des animaux tués par les chasseurs (un million d'animaux soumis à plans de chasse abattus en 2005 en France, dont 500 000 chevreuils), dont les espèces sont toutes en progression, la proportion imputable à la vénerie (3 800 animaux sur 13 000 journées de chasse) est faible (cerf), très faible (sanglier, chevreuil), voire insignifiante (renard, lièvre, lapin de garenne).

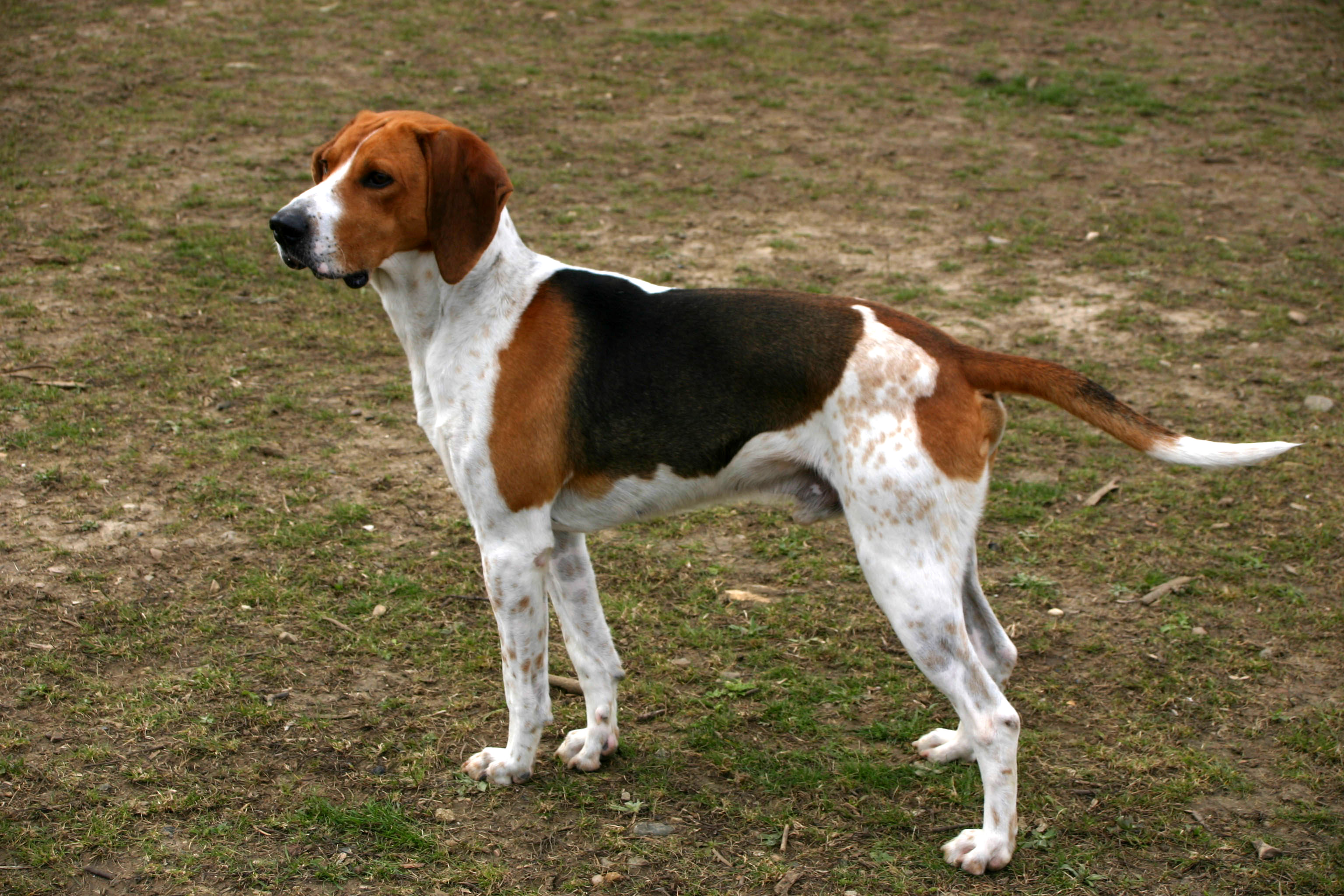
Anglo-français de petite vénerie.

Depuis une vingtaine d'années, la vénerie française s'est fortement développée ; avec près de 400 équipages contre 300 en 1914, 30 000 chiens, 7000 chevaux et près de 100 000 suiveurs et veneurs, elle est présente dans 69 départements. La France offre en effet des conditions très favorables à l'exercice de la vénerie : la densité des espaces boisés est plus élevée que partout ailleurs en Europe et le climat tempéré fournit des conditions propres à ce mode de chasse où tout repose sur le travail des chiens.[réf. nécessaire]
Les membres d'un équipage sont appelés « boutons » lorsqu'ils sont admis à porter la tenue de l'équipage avec les boutons ornés selon un motif propre à cet équipage,. Leur nombre, avec celui des autres pratiquants, est de l'ordre de 10 000, le nombre de sympathisants à vélo, à pied, ou en voiture est 10 fois plus élevé : 30 000 « suiveurs » assidus et 70 000 suiveurs occasionnels, aux périodes de vacances notamment. Le public est accueilli gratuitement - depuis le rapport jusqu'à la curée.[réf. nécessaire]
Jadis apanage de l'aristocratie et d'une toute petite minorité, la vénerie s'est ouverte au XXe siècle à un public plus vaste. Une majorité des équipages sont aujourd'hui constitués en associations, dont les membres paient une cotisation à l'image des sociétaires de clubs sportifs.[réf. nécessaire]
Les équipages accueillent tous les suiveurs, puisque suivre une chasse est gratuit. Elle ne devient payante que pour les boutons ou sociétaires. La seule requête valable pour tous est celle de la courtoisie envers tous, veneurs ou non, suivant la chasse ou se promenant en forêt.[réf. nécessaire]
L'équipage demande une « attestation de meute » auprès de la Direction départementale des Territoires. Elle est délivrée pour la voie d’un seul animal et est valable pour six ans sur l’ensemble du territoire national. L'obtention du certificat est accompagnée par la délivrance d'un « certificat de Vénerie » par la Société de Vénerie, certificat qui rappelle les règles et l'éthique de cette chasse.
On peut suivre une chasse à courre à pied, à vélo, à cheval ou en voiture. D'autre part, l'usage d'armes à feu y est proscrit (sauf par mesure de sécurité dans de rares cas extrêmes).[réf. nécessaire]

## Organisation

### Déroulement

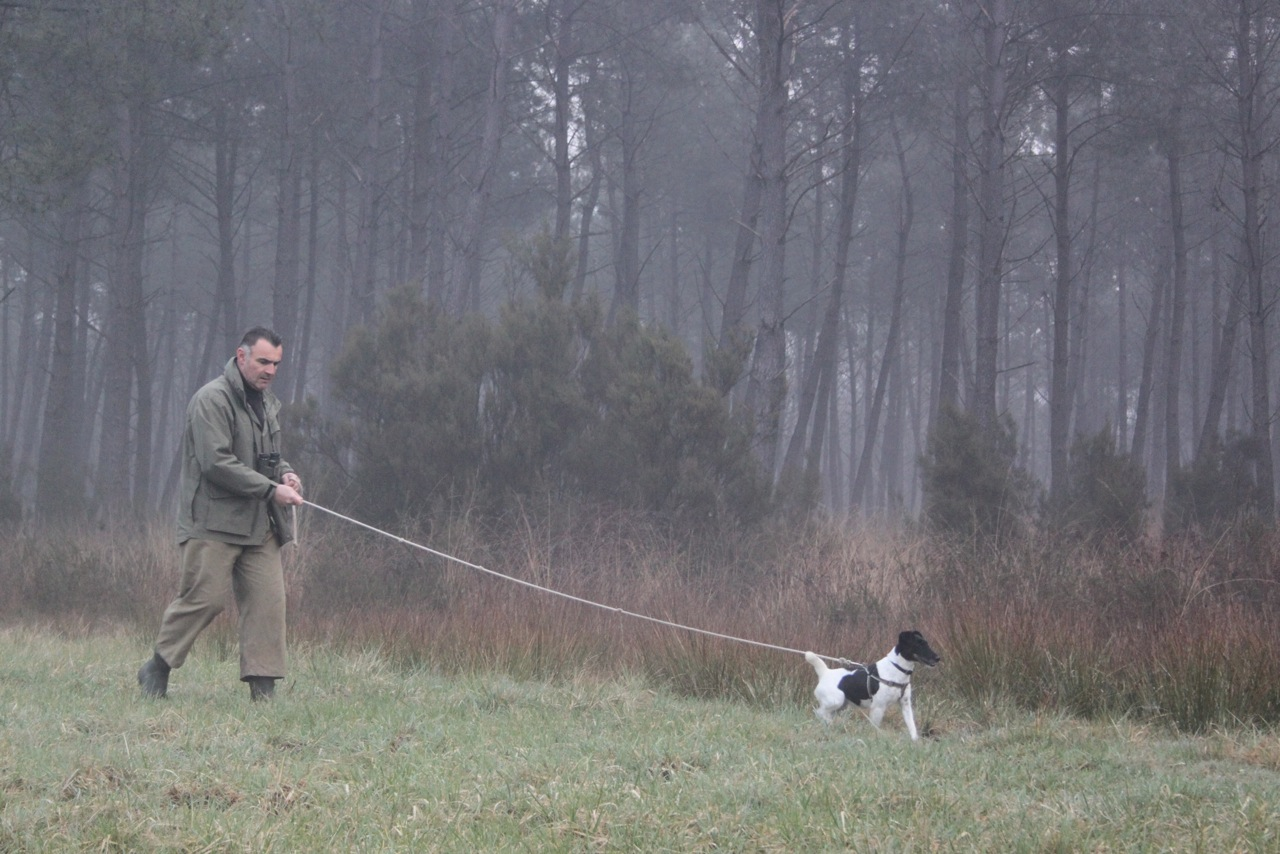
Le limier est un chien silencieux avec un odorat très développé utilisé les matins de chasse pour « faire le pied » afin de trouver des animaux.

Tout commence par ce que l'on appelle « faire le pied », c'est-à-dire aller avant la chasse, repérer les passages des animaux afin d'adopter la meilleure stratégie de chasse[réf. nécessaire]. Pour cela on utilise un seul chien, souvent un peu âgé, très expérimenté et avec un nez très fin,[réf. nécessaire] que l'on appelle le limier. L'homme qui l'accompagne se nomme le valet de limier.
Ensuite c'est le rapport, où chaque valet de limier rapporte ce qu'il a vu en faisant le pied. C'est ensuite au maître d'équipage de choisir quel animal on doit attaquer.
Après le rapport, c'est l'attaque : On met la meute sur la piste de l'animal. Si l'animal est levé, c'est le lancé où les chiens donnent de la voix, c'est le début de chasse. Durant la chasse les chiens sont confrontés aux ruses de l'animal comme le change[réf. nécessaire] où l'animal essaye de tromper les chiens en livrant un de ses congénères.
La fin de la journée se termine (si prise il y a eu) par la curée où l'animal est livré en pâture aux chiens, soit en entier, soit après dépeçage et équarrissage. Les chiens mangent tout l'animal ou, dans le deuxième cas, seulement une partie de l'animal (les "bas morceaux") et le reste est gardé pour les hommes.

### Chien courant

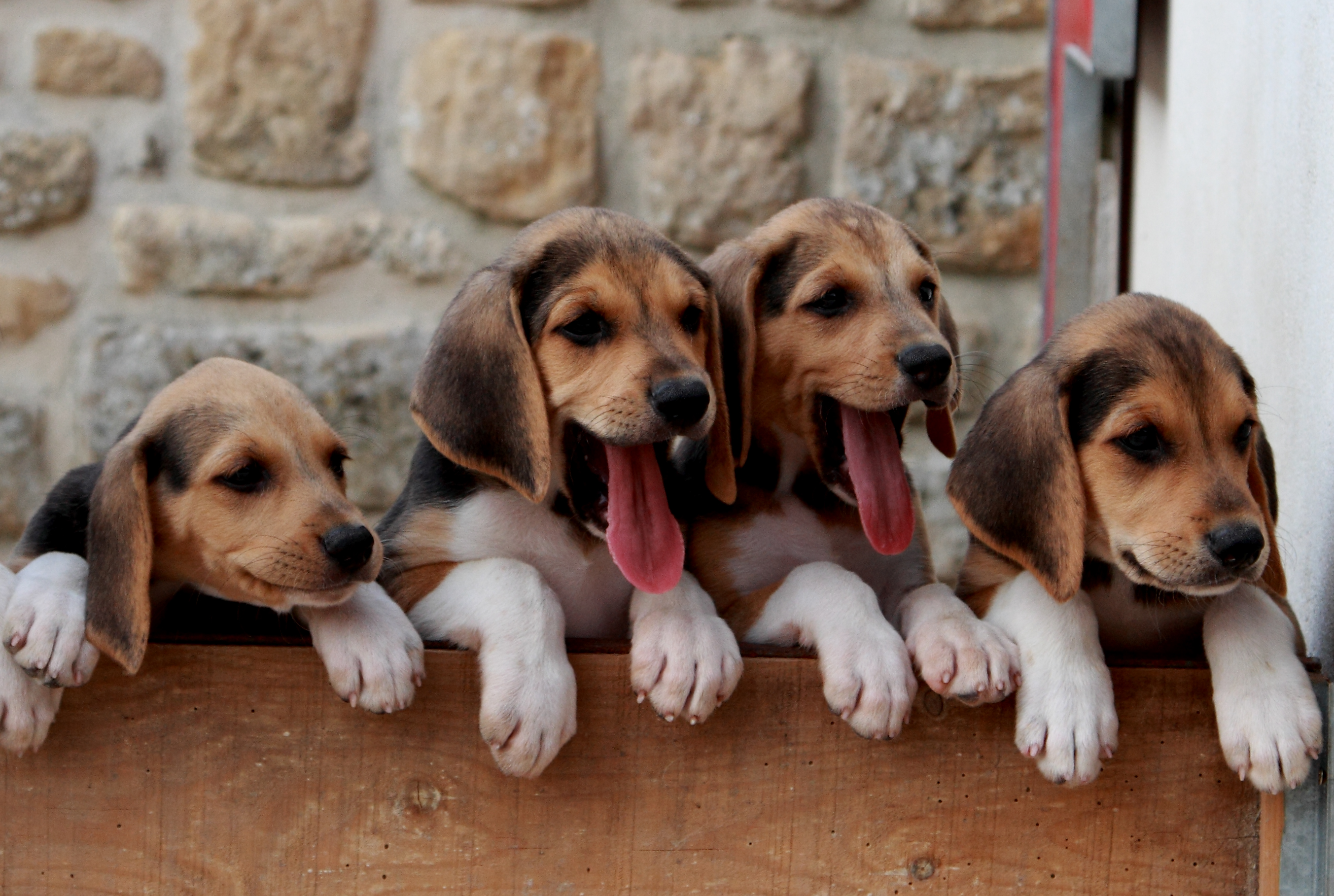
Chiots de chasse à courre.

Les chiens courants sont créancés, c'est-à-dire habitués à chasser exclusivement sur un animal donné (cerf, chevreuil, sanglier, renard, lièvre ou lapin) et sont amenés à chasser en meute. Les chiens de meute sont aussi appelés "chiens d'ordre" car leur dressage doit leur permettre de toujours rester sous contrôle de l'homme. La meute est composée de 20 à 60 chiens.
Leur races sont issues d'une longue sélection génétique.
Les soins apportés aux chiens vont bien au-delà de la saison de chasse. Il s'agit, pour le piqueur de vivre toute l'année auprès de ses chiens au chenil. La reproduction représente un élément fondamental.
Les qualités recherchées sont la finesse de nez, l'intelligence de la chasse, l'ossature, la vitesse, la résistance et la gorge (aboiement).
À la chasse à courre, les chiens crient et n'aboient pas, l'ensemble s’appelant les récris. On n'utilise le verbe aboyer que lors de l'hallali sur pied, lorsque l'animal tient tête à la meute.

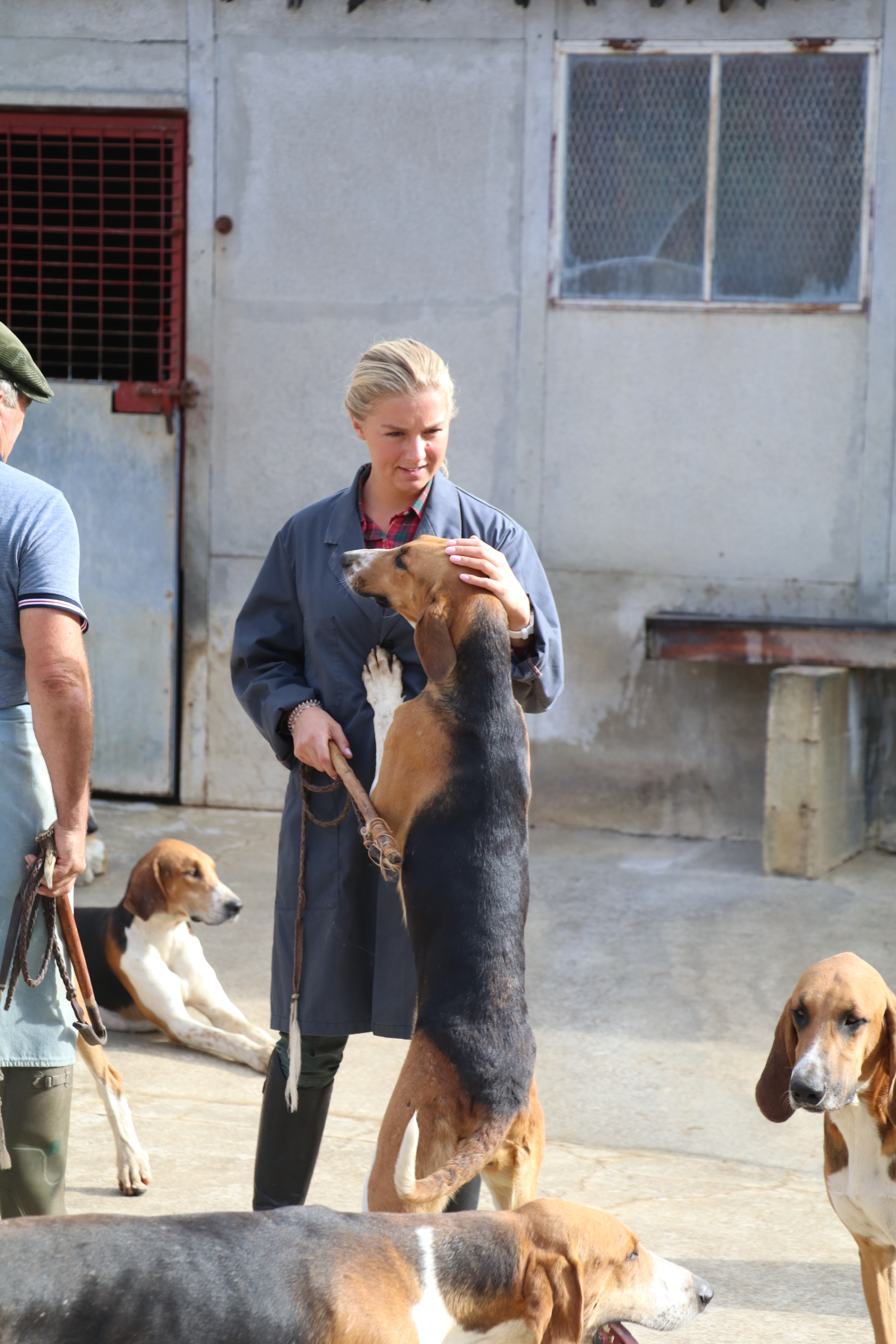
Le piqueur vit toute l'année avec ses chiens et veille à leur bien-être.

Les chiens utilisés en vénerie sont des chiens courants. On distingue les chiens de grande vénerie, que l'on suit à cheval (comme le français tricolore), et le chien de petite vénerie (par exemple, le beagle). Le standard des chiens courants édité sous l'égide de la Société centrale canine dénombre 38 races élevées en France, dont 9 sont utilisées en grande vènerie (environ 20 000 chiens) et 11 sont utilisées en petite vènerie (environ 10 000 chiens). Voici quelques chiens de vénerie :
- le chien d'Artois ;
- le basset artésien normand ;
- le poitevin ;
- le français blanc et noir ;
- le français tricolore ;
- le porcelaine ;
- l'anglo-français ;
- l'Anglo-français de petite vénerie ;
- le billy ;
- le Foxhound anglais.

### Cheval de chasse

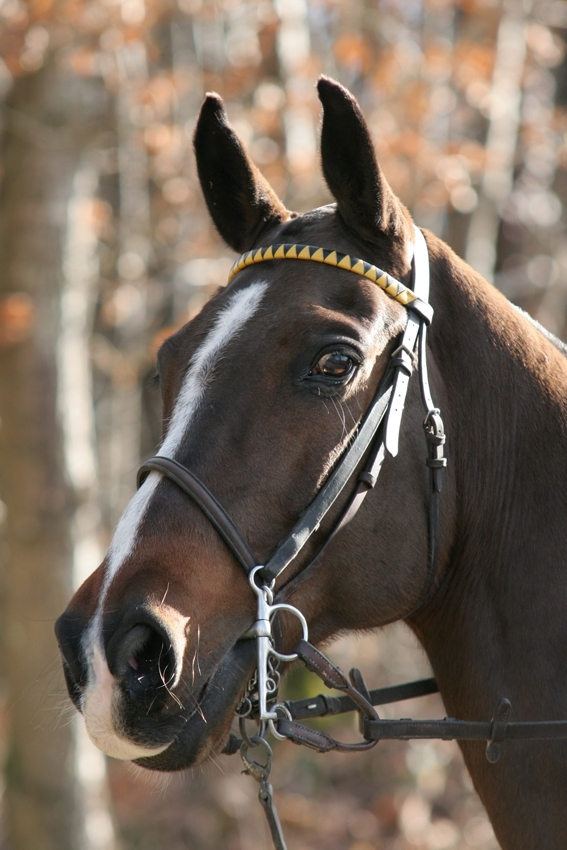
Le cheval de chasse est généralement un trotteur français.

Le cheval de chasse, généralement trotteur français, est choisi pour sa robustesse, son endurance, son calme et son agilité. Au même titre que n'importe quel cheval de sport, le cheval de chasse est un athlète.
L'équitation du cheval à la chasse est une discipline de la Fédération Française d'Equitation dont le championnat de France se tient chaque année à Fontainebleau (au Grand Parquet). Ce pentathlon de l'équitation présentant 5 épreuves en fait le championnat fédéral le plus interdisciplinaire. Cette épreuve démontre ainsi le travail approfondi du cheval, sa complicité avec son cavalier, mais surtout de ses capacités sportives et comportementales propres à la discipline. Ce championnat est aussi le seul à proposer un classement fédéral propre aux amazones en soutenant ainsi le maintien de cette équitation de tradition reconnue pour la finesse de la communication (aides) avec la monture.
Pour Hubert Parot, cavalier de renommée mondiale, médaillé d'or olympique et veneur, le cheval de chasse est un athlète, au même titre que celui de concours ou celui de course.
« Son travail est dur et nécessite des soins attentifs :
À l'entraînement, le cheval doit sortir tous les jours, au moins 5 à 6 km. Il n'est pas nécessaire que cet exercice soit soutenu, une promenade au pas ou quelques heures au paddock suffisent. Pendant la chasse, il faut savoir régler l'allure du cheval, savoir l'équilibrer et éviter de le mettre hors de son souffle. Il ne faut jamais être « à fond », au contraire, en le retenant suffisamment il trouvera de lui-même son rythme et sa cadence. Le bon cavalier trouvera une occasion pour faire uriner son cheval au milieu de la journée ; il retrouvera ainsi de la vigueur. Le soir de chasse, le cheval doit être douché à l'eau chaude et séché aussitôt. On lui mettra une couverture pour qu'il ait chaud toute la nuit. C'est aussi l'occasion d'observer minutieusement son cheval et soigner la moindre de ses petites atteintes. Veneurs oui, mais cavaliers aussi ! »

### La trompe, l'outil de communication des veneurs

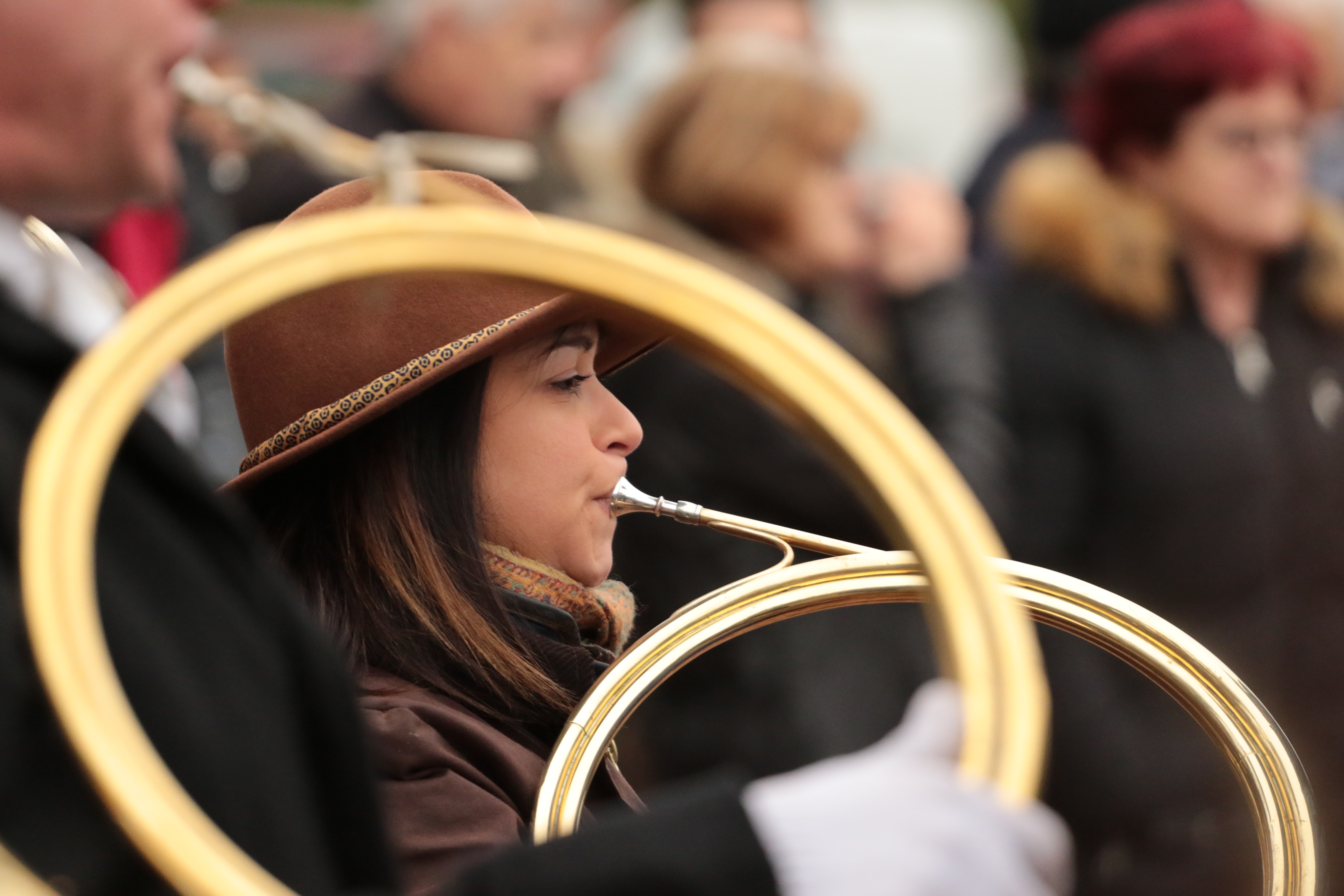
La trompe de chasse est l'outil de communication des veneurs.

La trompe de chasse (différente du cor de chasse) est indissociable de la vénerie. Elle lui doit son origine, sa signification et son développement. L'action de chasse est accompagnée de fanfares de trompe de chasse qui permettent aux veneurs de communiquer entre eux et avec les chiens. La trompe de chasse est également un instrument de musique spécifiquement français à part entière qui donne lieu à des concerts. La pratique de la trompe est maintenue par tous les veneurs, dont elle est l'instrument de communication à la chasse, mais aussi par des artistes.
Les premières fanfares de chasse remontent à 1723 où le marquis de Dampierre écrivit les premières des 4 000 fanfares (d'après le recueil de fanfares de chasse de la Fédération internationale des trompes de France, Philidor l'Aîné avait publié la « retraite prise » en 1705 et « La Sourcillade » devenue « la vue » en 1707/1709).

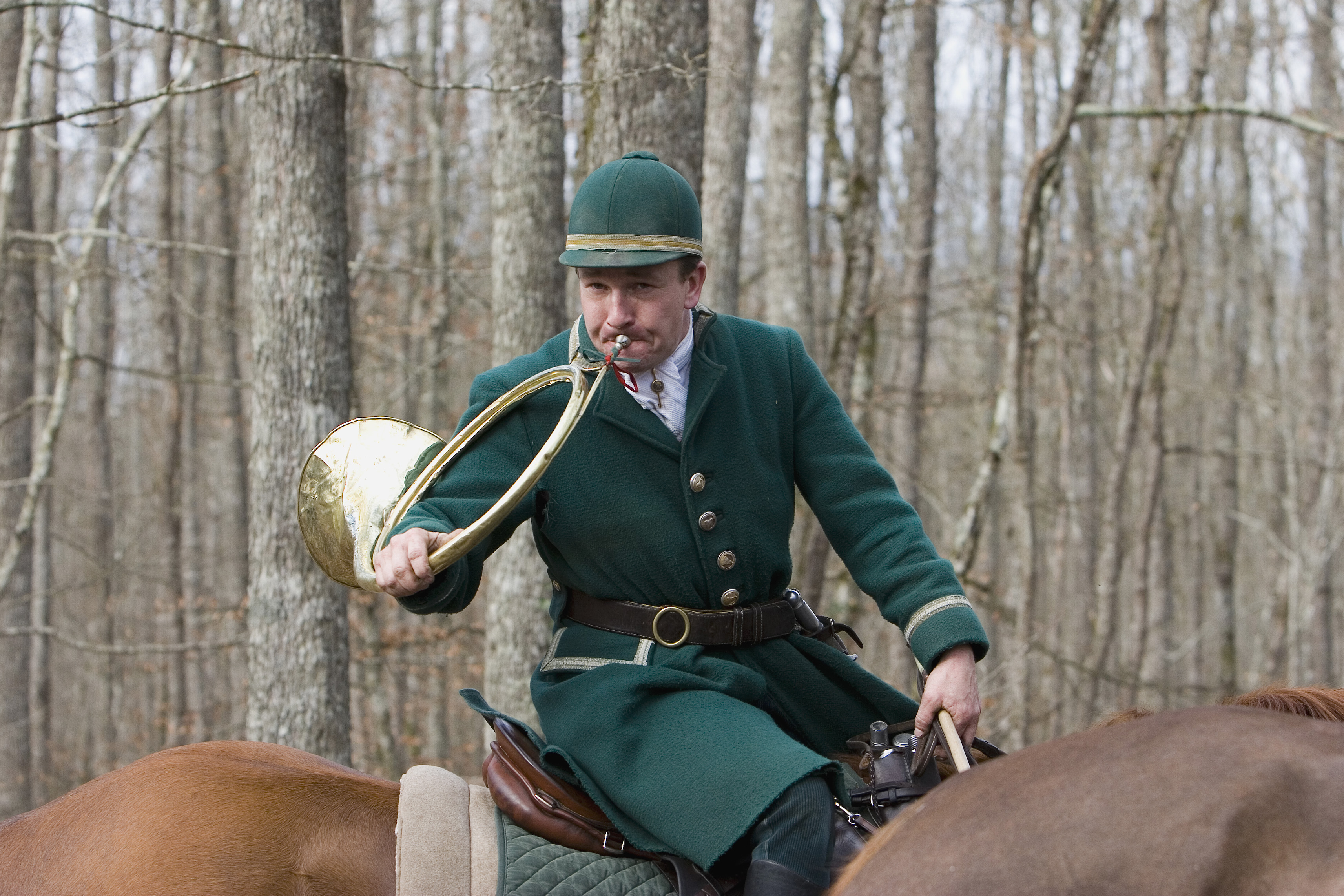
Ce piqueur sonne à cheval.

Les veneurs sonnent des fanfares « de circonstance » pour faire connaître les péripéties de la chasse dont ils sont témoins. Ainsi, le « bien-aller » indique que les chiens chassent « en bonne voie », le « débucher » que la meute est en plaine et se dirige vers un autre massif forestier, le « bat-l'eau » que l'animal de chasse est dans un étang ou une rivière, la « vue » que l'animal de chasse est vu par le sonneur.
Au cours de la « curée », cérémonie destinée à rendre hommage à l'animal de chasse et à récompenser les chiens, on sonne à nouveau les fanfares sonnées au cours de la chasse de manière à en rappeler les épisodes. Puis, pendant que les chiens « font curée », on sonne d'autres fanfares dédiées aux veneurs présents.
- La trompe de chasse est accordée en ré, par sa longueur (4,545 m), son utilisation (chasse à courre, musicalement en groupe de trompes ou autres instruments jouant dans cette tonalité). Elle doit son nom à Philidor qui l'appela ainsi en 1705. La mesure de la musique jouée est principalement 6/8, mesure ternaire à deux temps, et les liaisons sont tayautées.
- Le cor de chasse est accordé en mi bémol et n'est pas utilisé à la chasse mais en musique militaire. La différence visible est la coulisse d’accord (petit tube intérieur modifiant la tonalité), sur la branche d’embouchure. Contrairement à la trompe, son pavillon n'est jamais peint en noir intérieurement. La mesure de la musique semblerait être principalement à 2 ou 4 temps binaires (troupes à pied) mais redevient ternaire, dans les fanfares de cavalerie où il se présente pavillon en avant au contraire du cor et de la trompe. On l'appelle alors trompette-cor.

D’abord fixée à la branche d’embouchure, l'embouchure devint amovible en 1689, et il faut arriver à 1830 pour en trouver dans le commerce trois tailles différentes. Les dimensions actuelles ont été réglées par le professeur Cléret, mort peu d’années avant la guerre et c’est lui, et non Périnet, qui a réglé la profondeur du bassin à 0,032 m. Contrairement aux embouchures des autres cuivres, elle est à bords coupants.
Différentes trompes existent.
| Nom                      | Longueur | Enroulement     |
| ------------------------ | -------- | --------------- |
| La Dampierre (1723)      | 4,545 m  | 1 tour et demi  |
| La Dauphine (1729)       | 4,545 m  | 2 tours et demi |
| La d'Orléans (1817/1831) | 4,545 m  | 3 tours et demi |

La d'Orléans est l'instrument utilisé aujourd'hui.

## Controverse

### Opposition à la chasse à courre
Les arguments critiquant la chasse en général sont disponibles dans l'article consacré à la chasse. La chasse à courre fait l'objet, en plus de ces arguments, à différentes critiques spécifiques, parmi lesquelles les suivantes.
Il existe, en France et dans les pays où la vénerie est présente, une opposition à sa pratique par une partie de la population,.

#### Arguments
- La chasse à courre pousse l'animal chassé à ses limites physiques et physiologiques[29]. En effet, en analysant des échantillons de sang de cerfs chassés, Patrick Bateson, professeur de l’université de Cambridge, a conclu en 1997 à des taux de cortisol et déchets métaboliques supérieurs aux animaux chassés dans la nature, souvent mis à mort préalablement par les prédateurs[30].
- En 1999, une commission d'enquête du gouvernement britannique a rédigé le rapport Burns. Il conclut que le bien-être des animaux est « sérieusement compromis » lors d'une chasse à courre. Ce rapport a grandement participé à l'abolition de la chasse à courre au Royaume-Uni en 2004.
- La mise à mort se fait traditionnellement sans arme à feu mais à la dague [réf. nécessaire] lorsque l'animal se laisse approcher après avoir cessé sa course. Elle se pratique désormais de plus en plus au fusil, assurant ainsi une mort instantanée [réf. nécessaire].
- L'hallali (moment de mise à mort de l'animal lorsqu'il cesse sa course) ou la curée (cérémonie en hommage à l'animal chassé qui est donné aux chiens) sont relatées dans la presse comme des scènes violentes[31].
- Les conditions de vie des chiens de chasse à courre peuvent porter atteinte à leur bien-être[réf. nécessaire], ceux-ci pouvant être enfermés dans des chenils parfois exigus et forcés à une grande promiscuité. Il arrive également que des chiens s'égarent lors du parcours de chasse, soient blessés par cet exercise, ou que celui-ci leur soit fatal[32].
- La chasse à courre est considérée comme un « sport » à destination d'une population souvent citadine, très aisée, dont certains connaissent assez peu le monde rural et la faune sauvage[33]. Héritière d'un passé monarchique fastueux révolu, la chasse à courre peut aussi être perçue comme un événement mondain coûteux, recréant pour un temps une hiérarchie sociale surannée (piqueurs, coureurs, cavaliers, invités, maître d'équipage et spectateurs).
- La chasse, à tir mais également à courre, à parfois fait recours à des pratiques tel que l'agrainage pour sédentariser le gibier près des activités humaines, conduisant ainsi à une destruction des cultures céréalières[34].
- Il n'y a pas de permis spécifique de chasser à courre : quiconque sachant monter à cheval, pédaler à vélo, marcher à pieds ou conduire une voiture peut y participer. En revanche le port de la dague et du fouet oblige à avoir son permis de chasser validé par la féderation nationale des chasseurs et l'office français de la biodiversité.
- La chasse à courre est aussi accusée d'être bruyante, agitée, et source de tension avec les riverains habitant en bordure de secteurs de chasse, notamment les néo-ruraux[35],[36].

#### Prises de position
Des sondages ont été effectués auprès des Français afin de capturer l'opinion populaire. Les résultats de ces études soutiennent que les Français sont en majorité contre la chasse à courre: en 2005, 78 % des Français sont contre; en 2017, 84 % des Français s'y opposent, et en 2021, un sondage réalisé par l’institut Ifop pour la Fondation Brigitte Bardot montre que 82 % des Français sont opposés à cette pratique. Cependant, l'échantillonnage de population à plus de 90% étrangère à toute pratique de chasse ainsi que les formulations des questions ne permet pas de qualifier ce sondage d'étude scientifique à double insu (c.-à-d. non biaisé), remettant ainsi en doute la qualité des résultats[Information douteuse].
Au Royaume-Uni, en 2017, 85% des sondés estimaient que la chasse à courre devait rester illégale.
Des collectifs comme Abolissons la vénerie aujourd'hui (d), suivent les équipages afin de filmer la chasse et les conditions de mise à mort de l'animal,.
Ces mêmes collectifs organisent parfois des manifestations pour demander l'interdiction de la chasse à courre.

#### Propositions de loi visant à interdire la pratique en France
Le 15 mai 2013 est déposée en France une proposition de loi visant à interdire la pratique, à l'image d'autres pays européens (d'abord en Allemagne au lendemain de la seconde guerre mondiale, Belgique en 1995, Écosse en 2002, Angleterre et Pays de Galles en 2004). Cette proposition de loi, conduite par Barbara Pompili et dix autres députés verts, est renvoyée à la commission du développement durable et de l'aménagement du territoire. Elle n'est finalement pas débattue.
À la suite de ce troisième échec qui fait suite aux précédentes propositions sur le même sujet de 2005 et 2010, une question écrite est posée à Ségolène Royal, ministre de l'Environnement, demandant si, au vu de l’affluence de veneurs étrangers venus en France pratiquer leur loisir interdit dans leur pays, de nouvelles autorisations de meutes sont prévues. Elle réaffirme ne pas envisager d'interdire cette pratique de chasse.
Le 22 novembre 2017, la sénatrice du Parti socialiste Laurence Rossignol a déposé une proposition de loi visant à interdire la chasse à courre en France.

### Soutien à la chasse à courre
- Les veneurs ont une connaissance unique de l'interaction entre les animaux chassés et leur territoire (69 départements) ainsi que de l'ensemble de leurs comportements. Ces connaissances propres à la chasse à courre et reconnues par l'Office National des Forets et l'Office Français de la Biodiversité contribuent à l'amélioration du développement urbain en périphérie des populations d'animaux sauvages, tel qu'avec l'élaboration de bio-corridors[14],[15].
- La chasse à courre permet de réguler des populations d'animaux classés ESOD dans certaines zones à risque. Par exemple le sanglier dans les zones où la chasse à tir n'est pas autorisée (pour des raisons de sécurité).
- Gonzague Guespereau, un chasseur pratiquant dans la forêt de Montargis et défenseur de la vénerie, soutient que la vénerie permettrait de maintenir une forme artificielle de sélection naturelle, contrairement aux autres modes de chasse[45]. Ainsi, l'animal sauvage sélectionné par le flair des chiens puis testé pour ses capacités physiques et intellectuelles permet un tri qualitatif de la population : en effet, selon les équipages, les animaux ont en moyenne une chance de 3 sur 4 d'échapper à la meute de chiens[46]. Parmi les animaux pris par la chasse à courre on retrouve des prises "sanitaires" d'animaux sauvages, blessés ou malades, qui ont une espérance de vie et une de probabilité de reproduction limitées. Ce tri qualitatif des populations sauvages fait parallèle à la régulation quantitative de l'effectif des populations réalisée par la chasse à tir, toutes deux chaperonnées par la Fédération Départementale des Chasseurs.

- La vénerie (qui est à l'origine de la formation de la Société Centrale Canine) présente un ensemble de 38 races françaises de chien courants, sur un ensemble de 70 races au total dans le monde. Cette expertise de l'élevage et de l'éducation des chiens d'ordre (30 000 chiens en France) représente ainsi un patrimoine mondial qui permet aux chiens de chasser en liberté et en complicité avec l'Homme. Le bien-être de la meute, considération centrale des équipages de chasse à courre, est également strictement réglementé par le code rural[47].
- La vénerie compte 7000 chevaux de chasse dont une grande partie sont des chevaux de reforme à qui fut offert une seconde orientation. Les spécificités sportives et comportementales propres à cette discipline équestre sont mises à l'épreuve lors de la saison de chasse et lors des Championnats de France du Cheval de Chasse organisés par la Fédération Française d'Équitation[25].
- La chasse à courre favorise une grande mixité sociale (10 000 adhérents) puisque toutes les catégories socio-professionnelles se retrouvent ensemble pour chasser ou suivre la chasse[48]. La plus grande partie des équipages de France chasse le lièvre (120 équipages), la vénerie rassemblant ainsi principalement des communautés rurales, dont la participation moyenne par membre est de 100 euros par an (comparable à un club sportif). La vénerie est également le mode de chasse le plus féminin avec 30% de femmes.
- Un riche patrimoine cynégétique, architectural, linguistique, littéraire, artistique et musical (trompe de chasse au patrimoine mondial de l'UNESCO) est mis en scène lors de la pratique de cette tradition propre à la France et à son territoire.

## Réglementation et interdiction
Controversée sur certains aspects, la chasse à courre est interdite en Allemagne par les nazis en 1936, en Belgique depuis 1995, ainsi qu'en Grande-Bretagne depuis 2005.
L'Angleterre, qui l'avait transformé en sport de poursuite et de course d'équitation plus qu'en chasse elle-même, l'a interdite en 2005. 76 % des Anglais étaient favorables à cette interdiction, ruraux et métropolitains confondus. Cela étant, bien qu'interdite, la chasse à courre au renard continue d'être pratiquée outre-manche.
En janvier 2018, contrairement à l'une de ses promesses de campagne lors des élections législatives de juin 2017, la Première ministre ne soumet pas au Parlement le vote d'une révision de l'interdiction de la chasse à courre au renard, déclarant que « sur la question de la chasse au renard, il n'y aura pas de vote sous ce Parlement »,.

## Influences et héritages

### Langage et vocabulaire

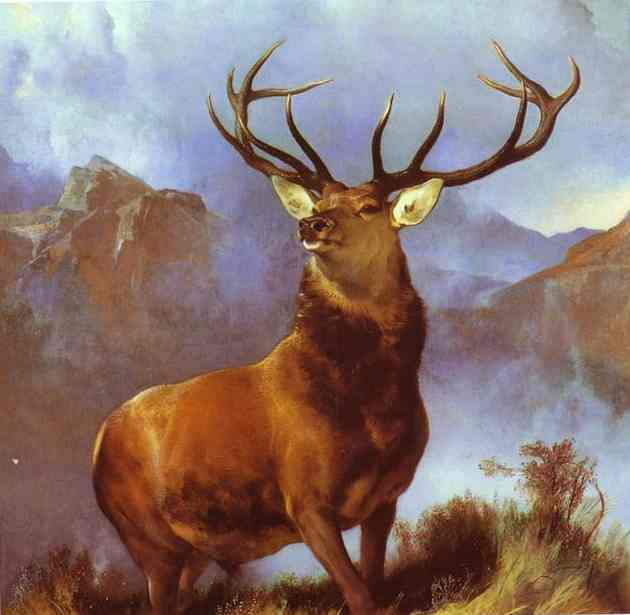
Monarch of the Glen de Sir Edwin Landseer, 1851.

Plusieurs expressions de la langue française sont issues de la vénerie parmi lesquelles :
- « marcher sur ses brisées » ;
- « mettre sur la voie » ;
- « donner le change » ;
- « être aux abois » ;
- « ne pas courir deux lièvres à la fois » ;
- « être un fin limier » ;
- « à cor et à cri ».

### Représentations dans l'art
Les scènes de chasses à courre abondent dans les tableaux ou les tapisseries (des Gobelins par exemple représentant les chasses de Louis XV), du Moyen Âge au XIXe siècle. Parmi les grands peintres classiques, Pierre Paul Rubens, Jean-Baptiste Oudry, Adam François van der Meulen, Carle Vernet ou Alexandre-François Desportes, Henri de Toulouse-Lautrec entre autres, ont abordé la thématique cynégétique tout comme le baron Karl Reille, Coutisson des Bordes, René Princeteau, Xavier de Poret, Edwin Landseer, Jules-Bertrand Gélibert, Charles de Condamy et Arnaud Fréminet dans une époque plus contemporaine.

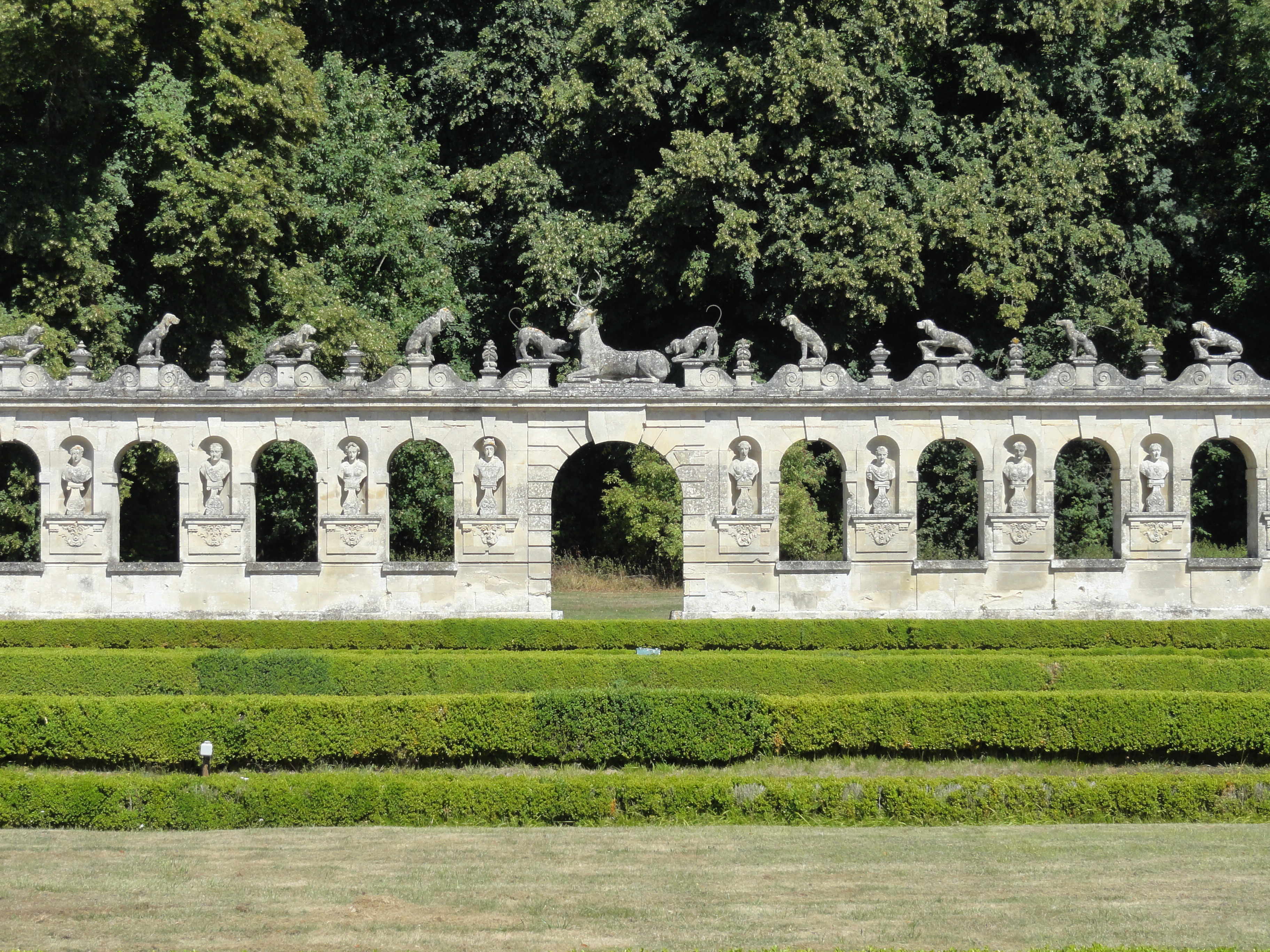
Partie nord de la haie cynégétique du château de Raray (Oise) qui a servi de décor au film La Belle et la Bête
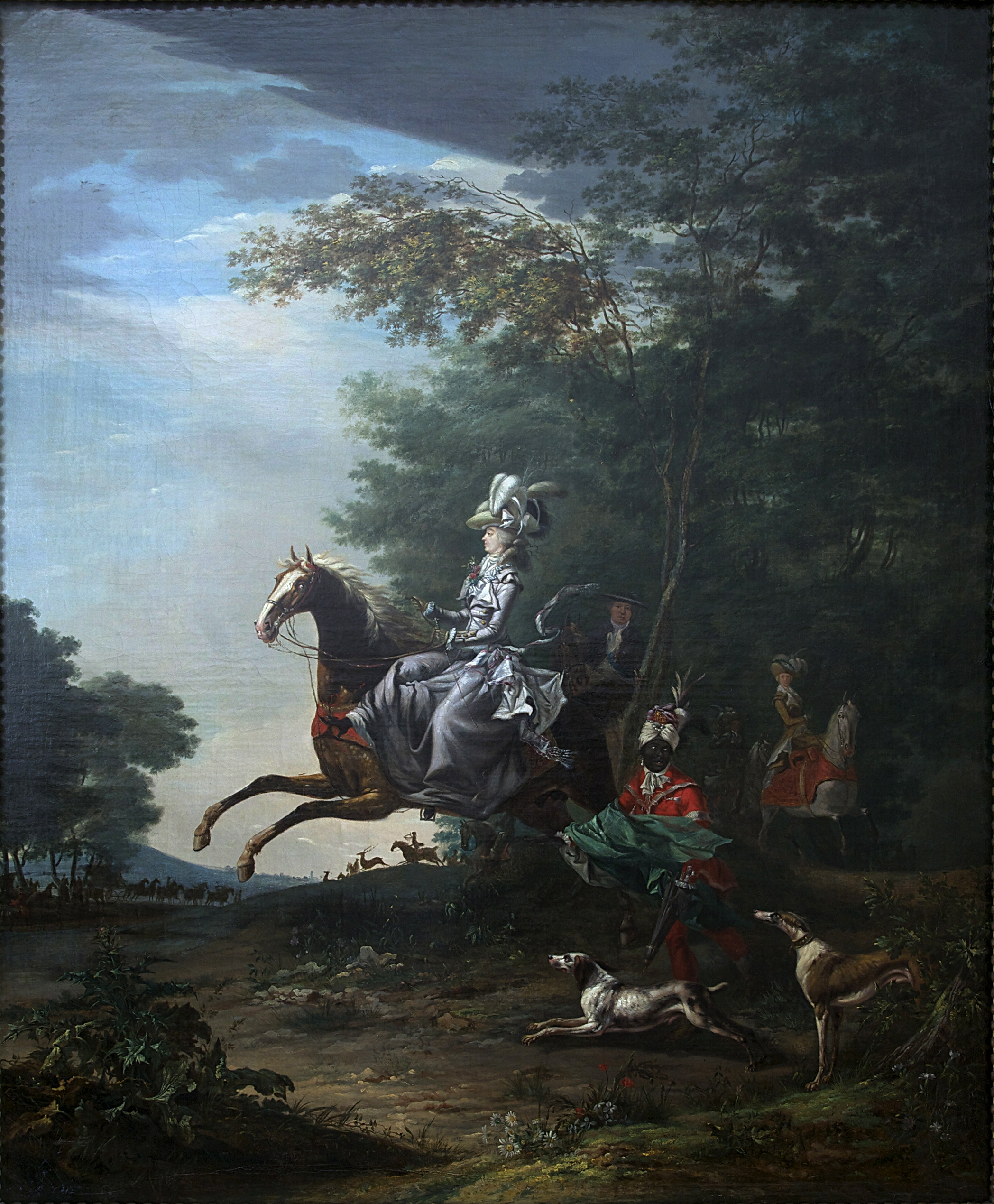
Marie-Antoinette chassant à courre, Louis-Auguste Brun, 1783
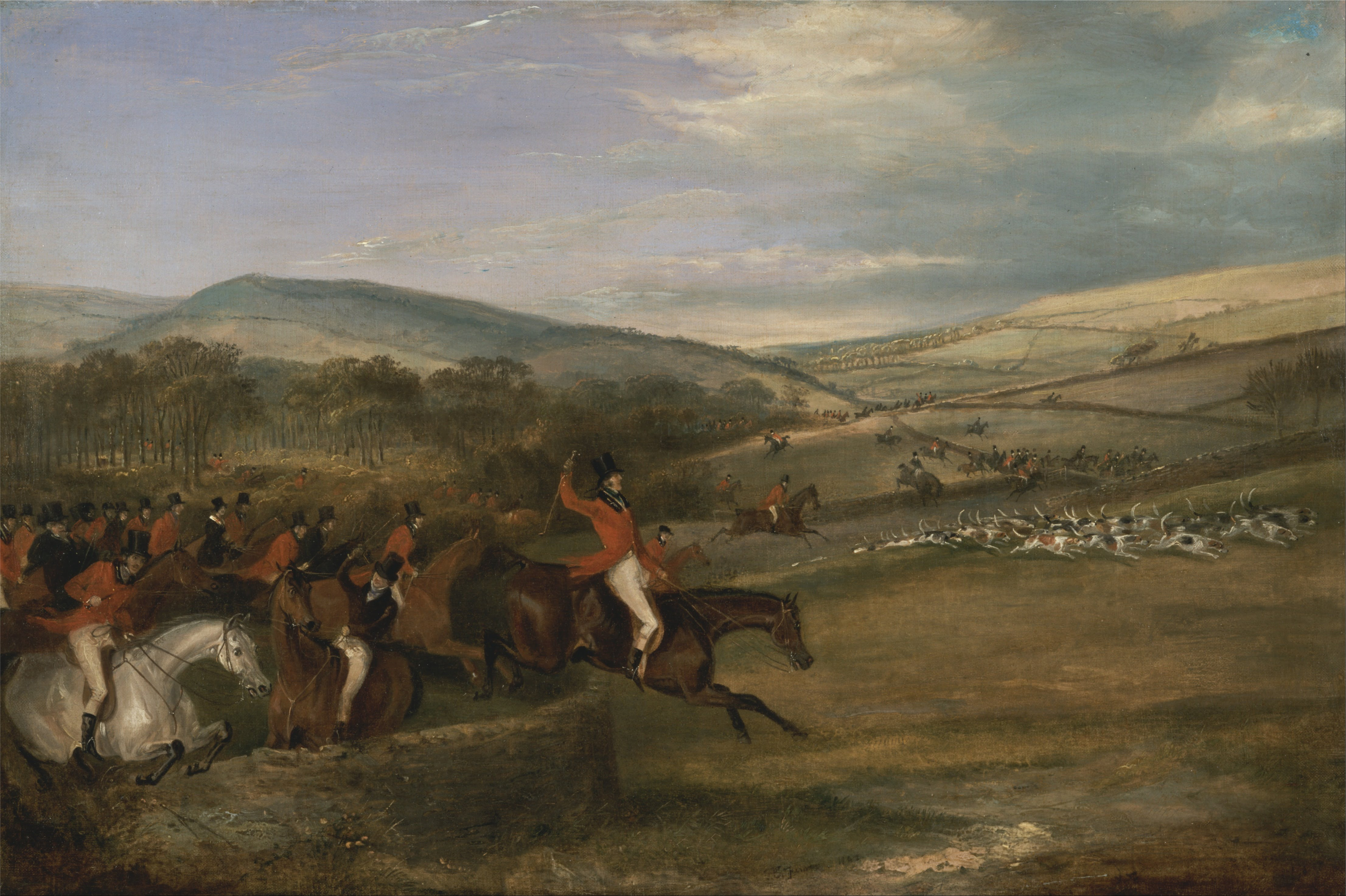
The Berkeley Hunt, Francis Calcraft Turner, 1842
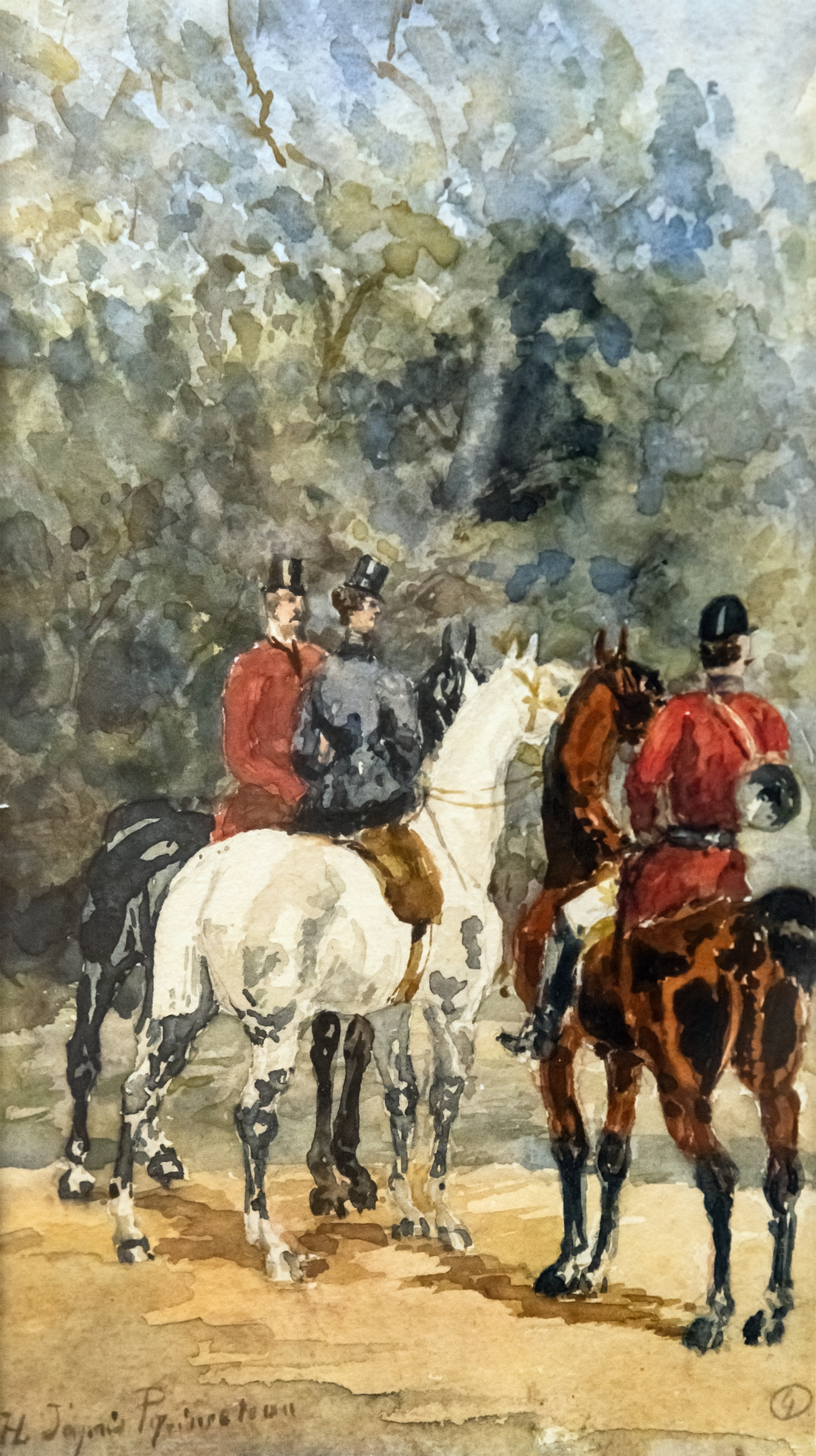
Réunion de cavaliers de chasse à courre, Toulouse-Lautrec, musée Toulouse-Lautrec
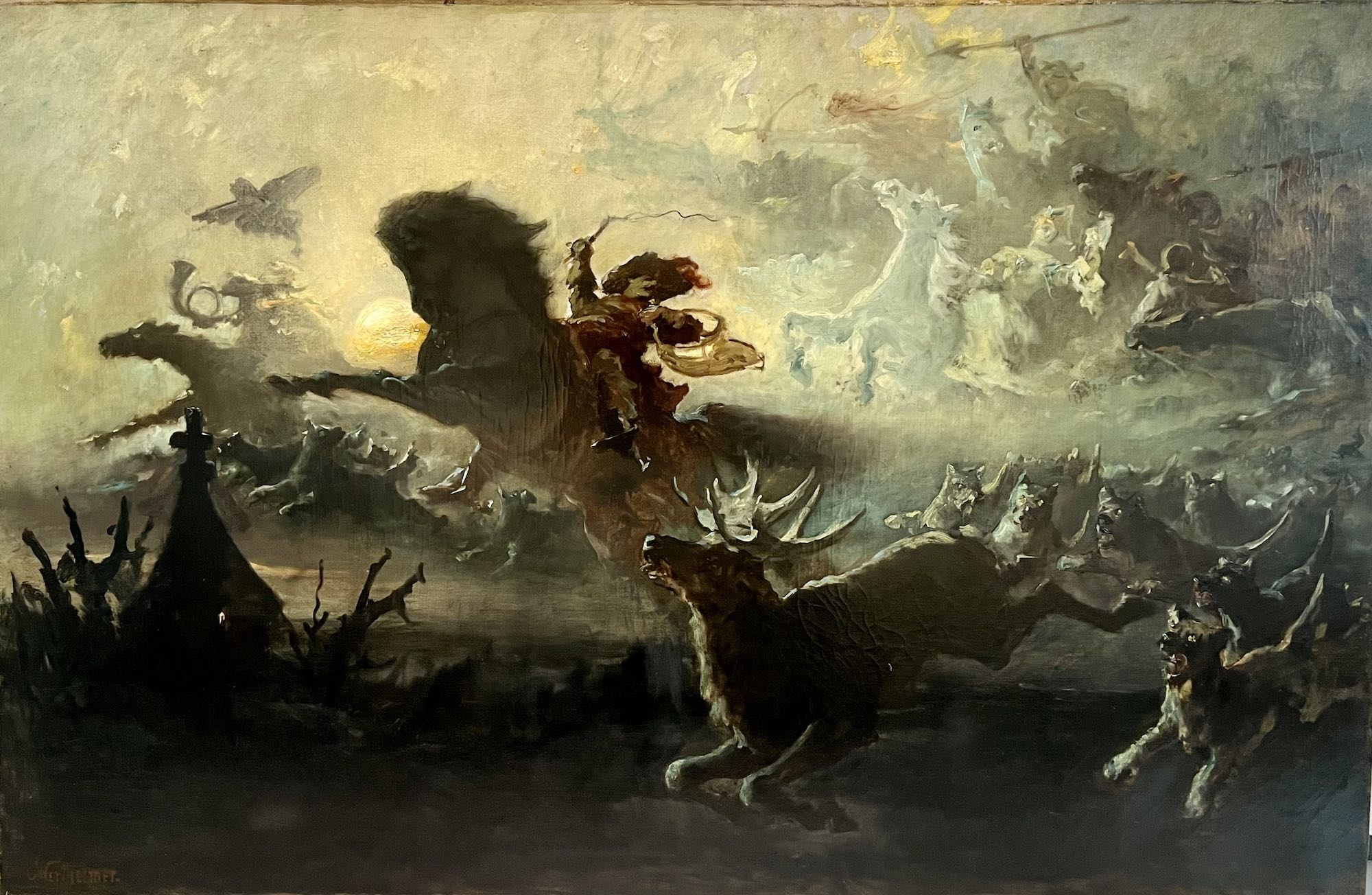
Gustav Wertheimer (en), Chasse infernale, 1889.
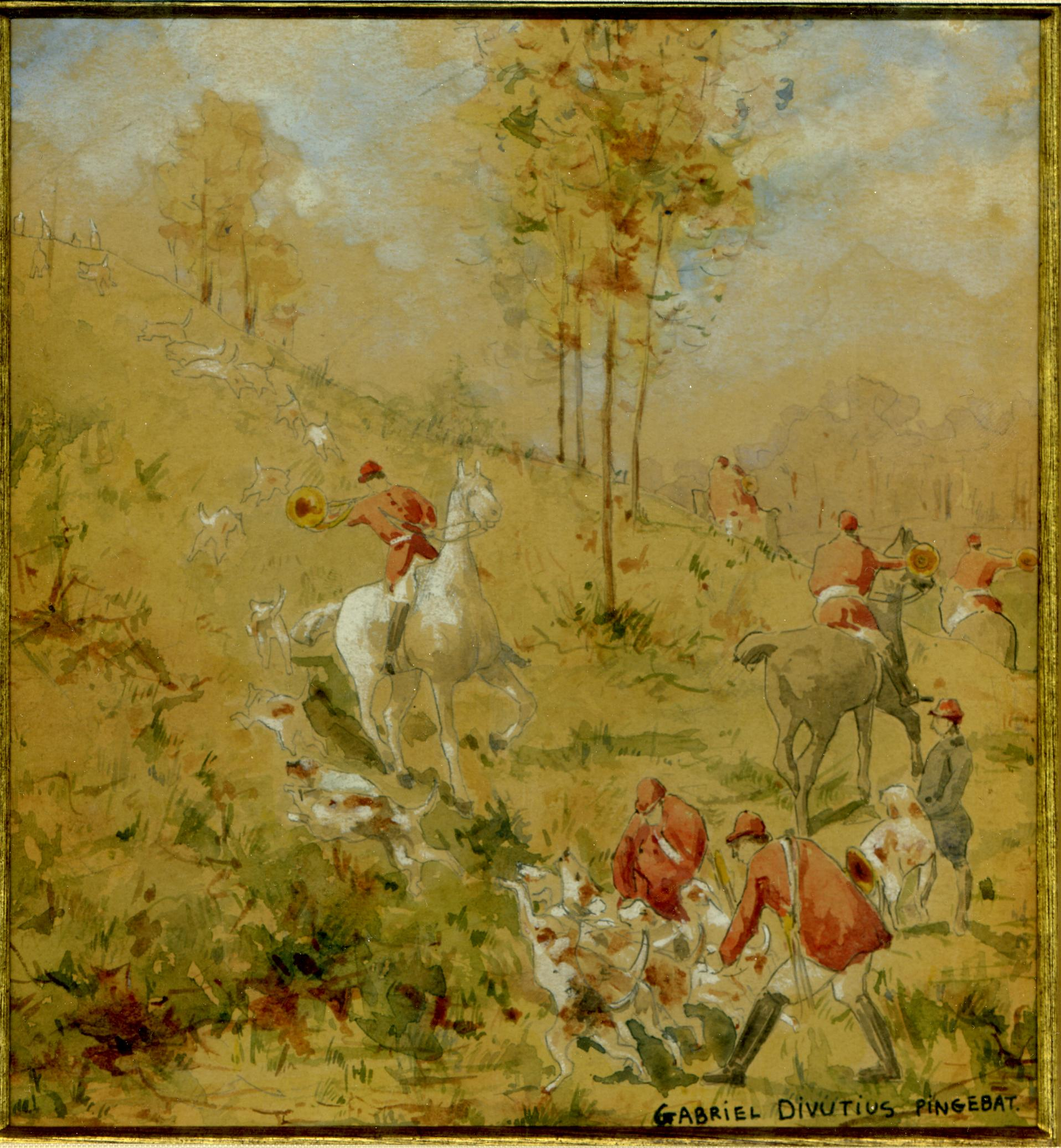
Scène de chasse à courre, aquarelle (projet de fresque), Gabriel van Dievoet, v. 1900

### Littérature

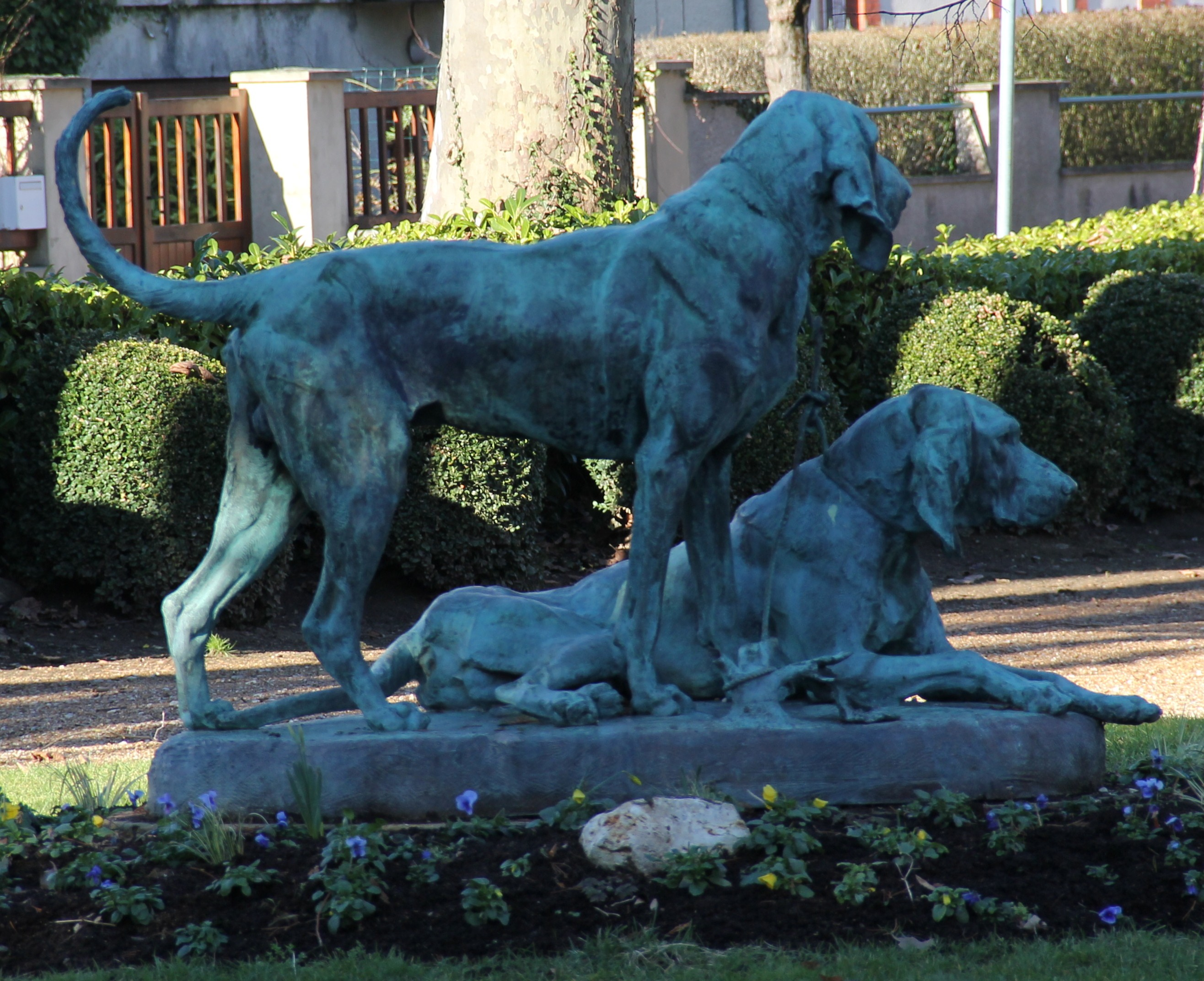
Les Chiens de relais par Camille Gâté, Nogent-le-Rotrou.

En littérature, des chasses à courre sont décrites dans Une poignée de cendre (A Handful of Dust) d'Evelyn Waugh (1934), ou encore dans La Dernière Harde de Maurice Genevoix (1938). Il y a plusieurs scènes aussi dans Les Grandes Familles (surtout le tome II) de Maurice Druon. Gaston Fébus au XIVe siècle, Paul Vialar, Henri Vincenot ou Pierre Moinot au XXe siècle traitent du « noble déduit ».
Théodore de Foudras est le premier auteur à faire de la chasse un objet de littérature et non plus un sujet d'ouvrages techniques. Ses romans cynégétiques sont toujours publiés, soit dix volumes : Abbé Tayaut, Les Gentilshommes chasseurs, Madame Hallali…

### Architecture et sculpture
Le pavillon de chasse, bâtiment voué à la vénerie, édifié dans les domaines forestiers découle directement de la pratique de la chasse à courre comme celui de Versailles par exemple. Plus encore, Chambord, édifié par François Ier pour se livrer sans compter à sa passion de la chasse aux chiens courants ou Chantilly et ses Grandes Écuries des princes de Condé témoignent des retombées architecturales de la chasse à courre.
La vénerie a également été le sujet de prédilection de plusieurs sculpteurs tels Jean Goujon, avec ses bas-reliefs du château d'Anet, ou encore les sculpteurs animaliers français Antoine-Louis Barye et Pierre Jules Mène.

### Musées
- Musée de la vénerie à Senlis[57]

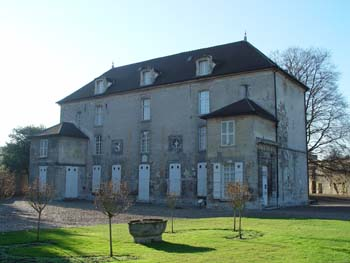
Musée de la Vénerie à Senlis.

- Musée de la Chasse et de la Nature à Paris dans l'hôtel de Guénégaud
- Musée du Veneur - Château de Montpoupon à Céré-la-Ronde en Indre-et-Loire
- Musée Théodore de Foudras - Château de Demigny à Demigny en Saône-et-Loire

### Musique
Jean-Baptiste Lully a composé les « chasses royales » et le grand sonneur compositeur lyonnais, Tyndare Gruyer, présente pour la première fois la désormais célèbre « messe de Saint-Hubert » le 5 novembre 1883 à Marseille. La trompe de chasse et les différents morceaux composés pour elle sont autant de témoignages de l'influence musicale de la vénerie.

### Environnement et races canines
On doit à la vénerie les forêts royales dessinées en étoile ou encore un patrimoine canin d'importance avec les 70 races de chiens courants reconnues par les instances cynophiles internationales, dont 36 sont françaises.
En 2015, le paysage de chasse à courre de Zélande du Nord au Danemark a été désigné patrimoine mondial de l'UNESCO.